# 水社
水社（邵語：Kankwan），是臺灣南投縣魚池鄉的一個傳統地域名稱，位於該區中部偏南。相較於今日行政區，其範圍大致包括日月村西半部、水社村、頭社村北部、五城村西南部凸出部分。
日月潭位於水社地區東部。

## 歷史
台灣清治末期至日治初期，水社地區為一街庄，稱為「水社庄」，隸屬於五城堡。該庄北與茅埔庄、貓囒庄、司馬按庄為鄰，東與蕃地為鄰，南邊為拔社埔庄、頭社庄，西邊為社仔庄。
1901年（日治明治三十四年）11月，全台設置二十廳，該庄隸屬於南投廳。1909年（明治四十二年）10月，合併二十廳為十二廳，該庄隸屬不變。1920年（大正九年），廢十二廳改設五州二廳，該庄改制為「水社」大字，隸屬於臺中州新高郡魚池庄。
戰後魚池庄改制為魚池鄉，隸屬於臺中縣，大字亦改制為村。1950年中、彰、投分治，魚池鄉改隸屬於南投縣。

## 交通
省道台21線是天冷至塔塔加的幹道，水社地區路段為「中潭公路」的一部分，大致由北至南蜿蜒繞過日月潭西岸地帶，向北可前往埔里、國姓、新社等地，向南可前往水里、信義等地。
省道台21甲線是「日月潭環湖公路」東段，其北側端點位於本地區北部的省道台21線路口，南側端點位於南鄰社地區的省道台21線另一路口。

## 學校
- 明潭國中
- 明潭國小
- 伊達邵國小

## 景點
- 日月潭
  - 向山行政暨遊客中心
  - 日月潭龍鳳宮
  - 日月潭文武廟
  - 玄光寺
  - 玄奘寺
  - 慈恩塔
  - 拉魯島
  - 耶穌堂
  - 涵碧樓
  - 日月行館
  - 日月潭環潭公路
  - 日月潭纜車